# Thryptomene baeckeacea
Thryptomene baeckeacea là một loài thực vật có hoa trong Họ Đào kim nương. Loài này được F.Muell. miêu tả khoa học đầu tiên năm 1864.